# 愛德華·韋斯特馬克
愛德華·亞歷山大·韋斯特馬克（瑞典語：Edvard Alexander Westermarck，1862年11月20日—1939年9月3日）是一位芬蘭哲學家、社會學。在其著作《人類婚姻史》（1891年）中提出了韋斯特馬克效應。被描述為“第一位達爾文式社會學家”以及“第一位社會生物學家”。
他對英國社會學的創建做出了重要貢獻，他與倫納德·特里勞尼·霍布豪斯一起成為第一任倫敦大學社會學教授。

## 外部連結
- Edvard Westermarck (in English)
- The Westermarck Society （页面存档备份，存于）